# Erovnuli Liga
Die Erovnuli Liga (georgisch ეროვნული ლიგა, zu Deutsch „Nationale Liga“) ist die höchste Fußballliga in Georgien. Seit 1990 wird die Liga vom Georgischen Fußballverband organisiert. 1990 bis 2016 trug sie den Namen Umaghlessi Liga (უმაღლესი ლიგა, „Höchste Liga“).  Von 1927 bis 1989 war die Sakartvelos Umaghlessi Liga ein Regionalwettbewerb innerhalb der Sowjetunion.

## Modus
Am Turnier nahmen ab der Saison 2014/15 sechzehn Mannschaften teil, wie bereits bis Saison 1999/2000. Der georgische Fußballverband beschloss am 3. August 2016 die Umstellung des Spielbetriebs auf den Kalendermodus. Im Herbst 2016 wurde daher eine Übergangssaison mit 14 Teams gespielt, und ab 2017 nahmen dann nur noch zehn Mannschaften in der höchsten Liga teil. Gleichzeitig wurde der Name in Erovnuli Liga geändert.
Der Meister nimmt an der 2. Qualifikationsrunde zur UEFA Champions League teil. Der Zweite, Dritte und der Pokalsieger spielen in der 1. Qualifikationsrunde der UEFA Europa Conference League. Ist der Pokalsieger bereits über den Ligaplatz qualifiziert, rückt der Vierte nach. Falls zwei oder mehr Mannschaften am Ende der Saison punktgleich sind, entscheidet nicht die Tordifferenz, sondern der direkte Vergleich.

## Teilnehmer der Saison 2025
Folgende zehn Vereine nahmen in der Saison 2025 teil:
| - FC Dila Gori - FC Dinamo Batumi - FC Dinamo Tiflis - FC Gagra Tiflis - FC Gareji Sagaredscho | - FC Iberia 1999 Tiflis - FC Kolcheti 1913 Poti - FC Samgurali Zqaltubo - FC Telawi - FC Torpedo Kutaissi |

## Die Meister
| - 1990: Iberia Tiflis - 1991: Iberia Tiflis - 1991/92: Dinamo Tiflis - 1992/93: Dinamo Tiflis - 1993/94: Dinamo Tiflis - 1994/95: Dinamo Tiflis - 1995/96: Dinamo Tiflis - 1996/97: Dinamo Tiflis - 1997/98: Dinamo Tiflis | - 1998/99: Dinamo Tiflis - 1999/2000: Torpedo Kutaissi - 2000/01: Torpedo Kutaissi - 2001/02: Torpedo Kutaissi - 2002/03: Dinamo Tiflis - 2003/04: WIT Georgia Tiflis - 2004/05: Dinamo Tiflis - 2005/06: Sioni Bolnissi - 2006/07: Olimpi Rustawi | - 2007/08: Dinamo Tiflis - 2008/09: WIT Georgia Tiflis - 2009/10: Olimpi Rustawi - 2010/11: FC Sestaponi - 2011/12: FC Sestaponi - 2012/13: Dinamo Tiflis - 2013/14: Dinamo Tiflis - 2014/15: FC Dila Gori - 2015/16: Dinamo Tiflis | - 2016: FC Samtredia - 2017: Torpedo Kutaissi - 2018: FC Saburtalo Tiflis - 2019: Dinamo Tiflis - 2020: Dinamo Tiflis - 2021: FC Dinamo Batumi - 2022: Dinamo Tiflis - 2023: FC Dinamo Batumi - 2024: FC Iberia 1999 Tiflis |

## Rekordmeister
| Rang | Verein                | Titel | Spielzeiten |
| ---- | --------------------- | ----- | --- |
| 1.   | Dinamo Tiflis         | 19    | 1990, 1991, 1992, 1993, 1994, 1995, 1996, 1997, 1998, 1999, 2003, 2005, 2008, 2013, 2014, 2016 1, 2019, 2020, 2022 |
| 2.   | Torpedo Kutaissi      | 5     | 1949, 2000, 2001, 2002, 2017                                                                                       |
| 3.   | WIT Georgia Tiflis    | 2     | 2004, 2009 |
| 3.   | Olimpi Rustawi        | 2     | 2007, 2010 |
| 3.   | FC Sestaponi          | 2     | 2011, 2012 |
| 3.   | FC Dinamo Batumi      | 2     | 2021, 2023 |
| 3.   | FC Iberia 1999 Tiflis | 2     | 2018 2, 2024 |
| 8.   | Sioni Bolnissi        | 1     | 2006 |
| 8.   | FC Dila Gori          | 1     | 2015 |
| 8.   | FC Samtredia          | 1     | 2016 3 |

## UEFA-Fünfjahreswertung
Platzierung in der UEFA-Fünfjahreswertung:
(in Klammern die Vorjahresplatzierung). Die Kürzel CL, EL und CO hinter den Länderkoeffizienten geben die Anzahl der Vertreter in der Saison 2025/26 der Champions League, der Europa League sowie der Conference League an.
- 44.  (38)  Litauen (Liga, Pokal) – Koeffizient: 8.500 – CL: 1, EL: 0, CO: 3
- 45.  (45)  Malta (Liga, Pokal) – Koeffizient: 8.250 – CL: 1, EL: 0, CO: 3
- 46.  (46)  Georgien (Liga, Pokal) – Koeffizient: 7.625 – CL: 1, EL: 0, CO: 3
- 47.  (49)  Albanien (Liga, Pokal) – Koeffizient: 7.375 – CL: 1, EL: 0, CO: 3
- 48.  (47)  Estland (Liga, Pokal) – Koeffizient: 7.207 – CL: 1, EL: 0, CO: 3

Stand: Ende der Europapokalsaison 2023/24